# タレク・エルリッチ
タレク・エルリッチ（英語: Tarek Elrich、1987年1月1日 - ）は、オーストラリアとレバノンのサッカー選手。オーストラリア代表。ポジションはDF。
シドニーに生まれ、2012年にレバノン代表に招集されたが、AFCアジアカップ2011予選の際にオーストラリア代表に招集されたため、レバノン代表とはなりえなかった。その後2015年にオーストラリア代表として初出場した。

## クラブ歴

### 幼年
パラマッタFCの下部組織からオーストラリアン・インスティチュート・オブ・スポーツを経てシドニー・オリンピックFCに移籍した。

### ニューカッスル・ジェッツ

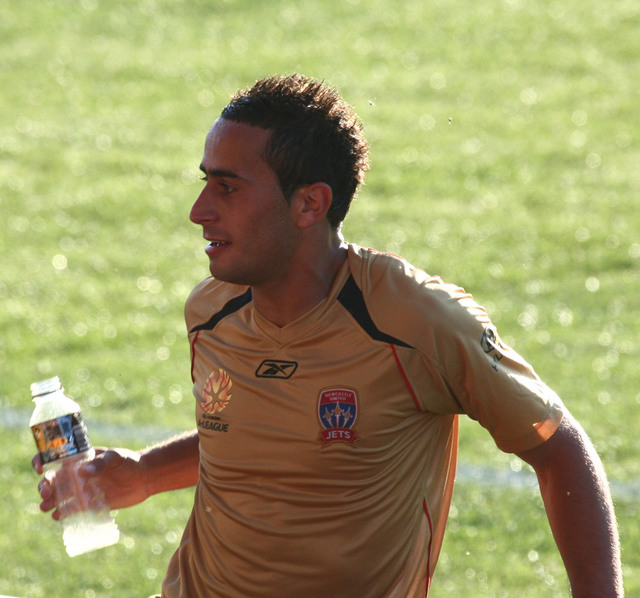
2007年のエルリッチ

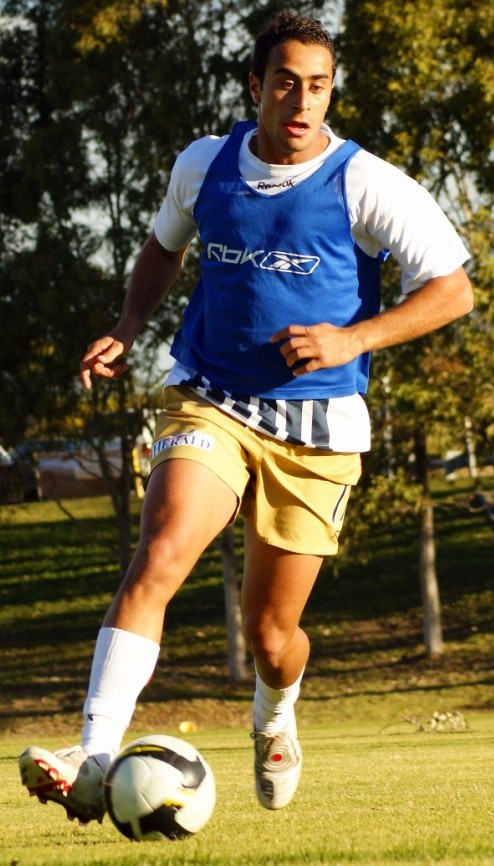
ニューカッスル・ジェッツでトレーニング中のエルリッチ

Aリーグ初シーズンとなった2005-06シーズンに彼はニューカッスル・ユナイテッド・ジェッツFCに加入したが、このシーズンの出場は僅か3試合に止まった。2006-07シーズンには出場機会を若干増やしたもののそれでも5試合に止まったが、クラブ自体は3位であった。2007-08シーズンの2008年2月17日に行われたクイーンズランド・ロアーFC戦で111分に初得点。このシーズンはセントラルコースト・マリナーズFCをファイナルで倒して、AFCチャンピオンズリーグ2009への出場権を獲得した。なお、このシーズンの2007年10月14日に行われたウェリントン・フェニックスFC戦で兄のアーマド・エルリッチと初めて対戦した。
2008-09シーズン、2008年10月6日に行われたウェリントン・フェニックス戦でシーズン初得点。11月9日に行われたパース・グローリーFC戦で2得点目をあげた。このシーズンは出場機会も増えた上にオーストラリア代表監督のピム・ファーベークからも注目され、2009年1月に行われたAFCアジアカップ2011予選で代表初招集を受けた。また、AFCチャンピオンズリーグ2009にも出場し、3月10日に行われた北京国安戦でAFCチャンピオンズリーグ初出場。4月7日に行われた名古屋グランパスエイト戦でAFCチャンピオンズリーグ初得点。グループステージ全試合に出場し、決勝ラウンド進出に貢献したが、浦項スティーラースに6-0とされて同大会を後にした。
2009-10シーズンには29試合に出場したが、2009年9月20日のシドニーFC戦の90分に初めてのレッドカードを提示された。なおその後2011-12シーズンの2012年1月7日のメルボルン・ビクトリーFC戦の53分に2枚目のレッドカードを貰った。その翌月の2012年2月24日の39分にアデレード・ユナイテッドFCからシーズン唯一の得点を獲得。このシーズンは勝ち点35の7位であった。2011-12シーズン終了後にニューカッスル・ジェッツが契約を更新しない事を受けてパース・グローリーとシドニーFCが彼に興味を示した。

### ウェスタン・シドニー・ワンダラーズ
2012年6月25日にウェスタン・シドニー・ワンダラーズFCと2012-13シーズンの契約を締結。彼はアーロン・ムーイ、クワベナ・アピアーと共にこのシーズン初めての契約選手となった。シーズン終了後にディノ・クレシンガー、ジェイ・ギブス、ロッキー・ヴィスコンテと共に放出された。

### アデレード・ユナイテッド
2013-14シーズンにはアデレード・ユナイテッドFCに加入。FFAカップ2014では初めてのカップタイトルを獲得した。
2014-15シーズンのメルボルン・シティFC戦であげた得点は年間最優秀ゴールに選ばれ、それのみならずFIFAプスカシュ賞候補にあげられるほどの物であった。2014-15シーズン、彼は右サイドバックとして活躍し、ベストイレブンに選出された。9月29日にはその献身性が評価されて2年間の契約延長を勝ち取った。

## 代表歴

### オーストラリアU-20
2006年2月22日のAFCユース選手権2006予選のトルクメニスタンU-20代表戦でオーストラリアU-20代表初出場。オーストラリアU-20代表はこのグループを1位で通過し、AFCユース選手権2006本戦に駒を進めた。2006年8月には南米遠征の20人にも選抜され、CSDコロコロU-20、ウニベルシダ・デ・チレU-20、チリU-20代表、アルゼンチンU-20代表戦に参加した。なお、この遠征はAFCユース選手権への準備であった。

### オーストラリア代表招集
AFCアジアカップ2011予選のインドネシア代表戦で代表初招集を受け、背番号は69番であったが、起用はされなかった。

### レバノン
レバノンサッカー連盟からレバノン代表への招集を受け承諾、2012年4月20日のレバノン・プレミアリーグのアル・アフアー・アル・アハリ・アレーとの非公式親善試合で初出場。この試合は5月17日に行われる2014 FIFAワールドカップ・アジア4次予選のヨルダン代表戦の練習試合であった。これによって彼はマイケル・レダ、バディ・ファラーに次いで3人目のオーストラリア生まれのレバノン代表選手となった。しかし、セオ・ベッカー監督の構想になかった。9月には国際サッカー連盟からオーストラリア代表として招集された経験があるためレバノン代表の資格がないと言われた。しかし2013年に国際サッカー連盟は出場していないためレバノン代表としての出場資格があると立場を転じた。

### オーストラリア
その後、ドイツ代表、マケドニア共和国代表との親善試合に向けてのキャンプでオーストラリア代表に招集、2015年3月30日に行われたマケドニア共和国代表戦でスターティングイレブンに名を連ね、代表初出場。

## 個人
レバノン系オーストラリア人の家に生まれ、シドニーのオーバーンで育った。兄のアーマド・エルリッチもオーストラリア代表のサッカー選手。

## タイトル

### クラブ
ニューカッスル・ジェッツ
- Aリーグ: 2007-08

ウェスタン・シドニー・ワンダラーズ
- Aリーグ: 2012-13

アデレード・ユナイテッド
- FFAカップ: 2014
- Aリーグ: 2015-16

### 代表
オーストラリア代表
- AFF U-19ユース選手権: 2006

### 個人
- Aリーグベストイレブン: 2008-09, 2014-15
- Aリーグ年間最優秀ゴール: 2014-15
- アデレード・ユナイテッド最優秀選手: 2014-15, 2015-16
- アデレード・ユナイテッド選手選出最優秀選手: 2014-15